# Zigeunermadonna
De Zigeunermadonna (Italiaans: Madonna zingarella) is een schilderij van Titiaan dat hij omstreeks 1510 maakte. Het maakt deel uit van de collectie van het Kunsthistorisches Museum in Wenen.

## Voorstelling
De Zigeunermadonna vertoont gelijkenis met werken van Titiaans leermeester Giovanni Bellini. Weliswaar gespiegeld geldt dit in het bijzonder voor een Madonna met kind uit 1509 in de collectie van het Detroit Institute of Arts. De invloed van Giorgione op Titiaans stijl is ook duidelijk waarneembaar, vooral in de "harmonieuze volheid" van de figuur van Maria. Titiaan zou in zijn latere Madonna's dit type niet opnieuw gebruiken. Het schilderij werd in het begin van de twintigste eeuw daarom vaak aan Giorgione toegeschreven.    
De Zigeunermadonna is een negentiende-eeuwse naam voor het schilderij, verwijzend naar het donkere haar en de gelaatstrekken van Maria. Ze lijkt jong, zelfs naar de maatstaven van Madonna's. De blikken van moeder en zoon zijn melancholisch naar beneden gericht, verwijzend naar werken van Giorgione. Anders dan op Bellini's schilderij, voelt Jezus aan de vingers van zijn moeder en aan haar jurk. De relatie tussen moeder en zoon is weergegeven met grote menselijkheid, een van de duidelijkste kenmerken van Titiaans stijl.   
Het landschap is vrijwel identiek aan het meest linkse deel van de achtergrond van de Slapende Venus in Dresden, waarvan traditioneel wordt aangenomen dat het door Giorgione is begonnen, maar dat het landschap na zijn dood in 1510 door Titiaan is gemaakt. De kleuren van de hoofdpersonen keren iets lichter terug in het landschap, wat de eenheid van het schilderij versterkt. 
De rechterachtergrond wordt ingenomen door een kostbaar doek, weergegeven met zorgvuldige aandacht voor de plooien. Op veel schilderijen van de Madonna met kind zit Maria op een troon met daarachter zo'n doek. Net als bij het schilderij van Bellini in Detroit, wordt hier de indruk gewekt dat er net buiten het schilderij een lege troon staat. De compositie houdt daarom het midden tussen de oudere, formelere tronende Madonna's en nieuwere composities waarin Maria en haar zoon informeel worden afgebeeld in een landschap. De Madonna's van Bellini en zijn volgelingen lieten al eerder kleine glimpen van het landschap zien aan de zijkanten van het schilderij, meestal aan de onderkant afgesneden door een borstwering. Deze opzet wordt hier, door het gebruik van een horizontaal landschapsformaat, verder ontwikkeld. 
Uit technisch onderzoek blijkt dat de oorspronkelijke compositie nog dichter bij Bellini's werk in Detroit lag. Tijdens het schilderen zijn nog veel veranderingen aangebracht. Zo keek Jezus de toeschouwer oorspronkelijk aan. Waar Bellini gewoonlijk werkte met een zorgvuldige ondertekening, gebruikte Titiaan alleen enkele penseelstreken als richtlijn.   

## Herkomst
Net als verschillende andere vroege Venetiaanse schilderijen in het Kunsthistorisches Museum, bevond het werk zich (zeer waarschijnlijk) in de collectie van Bartolomeo della Nave, een Venetiaanse koopman en kunstverzamelaar, en in 1636 verkocht aan de hertog van Hamilton, die het naar Londen bracht. In 1659, na de executie van Hamilton, werd het verworven door aartshertog Leopold Willem van Oostenrijk in Brussel, wiens collectie al snel overging naar de keizerlijke collectie in Wenen.  

## Afbeeldingen

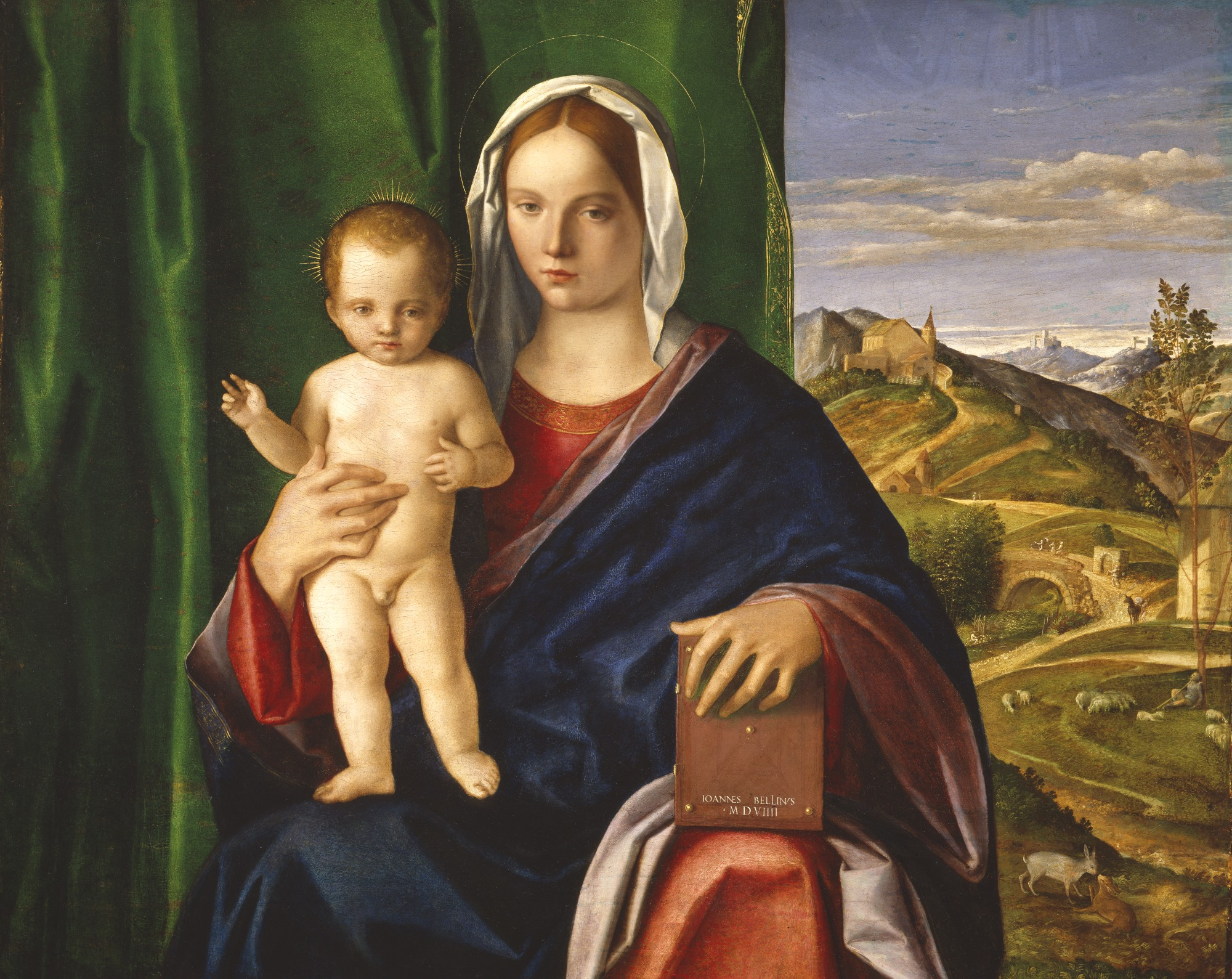
Detroit-madonna - Giovanni Bellini
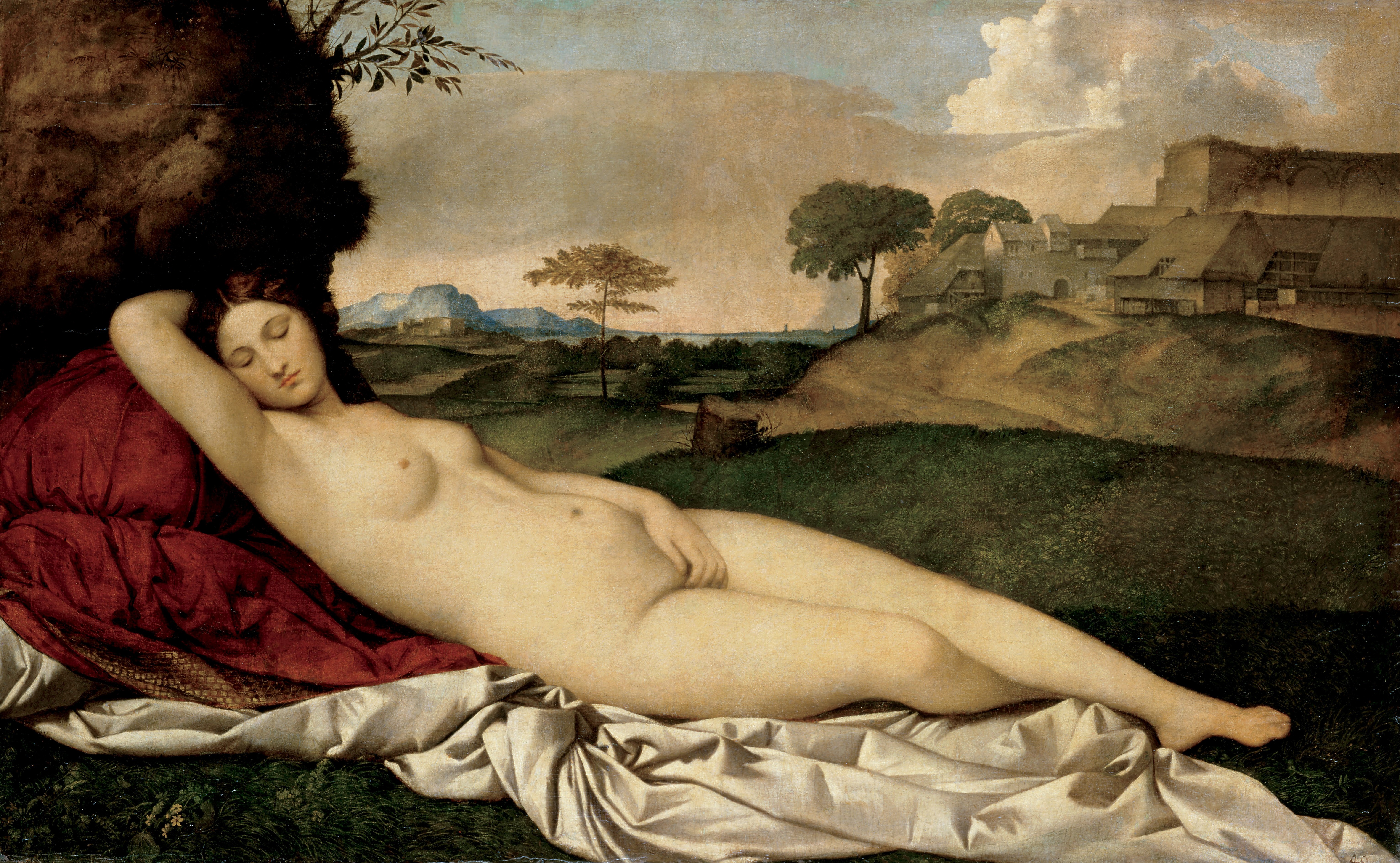
Slapende Venus - Giorgione